# Нікітенко Віктор Васильович
Віктор Васильович Нікітенко (Никитенко) (22 травня 1938, село Шидлове, тепер село Шилівка Добропільського району Донецької області — 16 жовтня 2020) — український радянський діяч, новатор у металургійній промисловості, сталевар Макіївського металургійного заводу імені Кірова Донецької області. Герой Соціалістичної Праці (29.12.1973). Депутат Верховної Ради СРСР 9—10-го скликань.

## Біографія
Народився в селянській родині. Батько працював рахівником у колгоспі, загинув на фронтах Другої світової війни в 1945 році.
Закінчив сім класів школи міста Красноармійська Сталінської області. Трудову діяльність розпочав ремонтником залізничних колій в Красноармійську.
У 1957 році закінчив ремісниче училище № 3 міста Макіївки.
У 1957—1963 роках — підручний сталевара Макіївського металургійного заводу імені Кірова Сталінської (Донецької) області. Закінчив без відриву від виробництва вечірню середню школу.
У 1963—1979 роках — сталевар, бригадир комсомольсько-молодіжної бригади мартенівської печі № 1 Макіївського металургійного заводу імені Кірова Донецької області. Бригада, очолювана Нікітенком, протягом багатьох років добивалася найвищого в галузі зйому сталі з 1 метра квадратного поду печі, не раз встановлювала світові рекорди виплавки сталі на мартенівських печах середньої потужності.
Член КПРС з 1967 року.
У 1973 році без відриву від виробництва закінчив Донецький політехнічний інститут, інженер-металург. З 1979 року — слухач Академії суспільних наук при ЦК КПРС у Москві.
Потім — на пенсії в місті Макіївці Донецької області.

## Нагороди
- Герой Соціалістичної Праці (29.12.1973)
- два ордени Леніна (30.03.1971, 29.12.1973)
- орден «Знак Пошани» (22.03.1966)
- медаль «За доблесну працю. В ознаменування 100-річчя з дня народження Володимира Ілліча Леніна» (1970)
- медалі
- заслужений металург Української РСР
- Почесний знак ВЛКСМ